# Crippled Black Phoenix
A Crippled Black Phoenix egy angol/svéd rockegyüttes. Az experimental rock, post-rock, progresszív rock, ambient és neo-psychedelia műfajokban játszanak. 2004-ben alakultak meg. Tagok: Justin Greaves, Daniel Anghede, Jonas Stalhammar, Mark Furnevall, Helen Stanley, Ben Wilsker és Tom Greenway. A név magyarul nagyjából "megnyomorodott fekete főnixet" jelent.
A tagok több egyéb zenekarban is játszottak (például Iron Monkey, Teeth of Lions Rule the Divine stb.) Nehezen indult el a pályafutásuk,  hiszen a tagok más zenekarokban is zenéltek. Ennek ellenére mégis együtt játszanak. Nevüket is az Iron Monkey egyik dalának szövegéből kölcsönözték. Dalaik hangulatára jellemző a sötétség és a melankolikusság.
2018. augusztus 20.-án a zenekar bejelentette Great Escape című friss lemezét, és bemutatta róla az első számot, amely a magyar Vágtázó Halottkémek Hunok csatája című dalának feldolgozása. A számban közreműködik Jakab Zoltán, a Ghostchant és a Bridge To Solace énekese, valamint Makó Dávid, a Stereochrist frontembere.

## Diszkográfia
- A Love of Shared Disasters (2006)
- 200 Tons of Bad Luck (2009)
- The Resurrectionists / Night Raider (2008 és 2009 között rögzítették)
- I, Vigilante (2010)
- (Mankind) The Crafty Ape (2011)
- No Sadness or Farewell (2012)
- White Light Generator (2014)
- Bronze (2016)
- Horrific Honorifics (2017)
- Destroy Freak Valley (2017)
- Great Escape (2018)
- Ellengæst (2020)